# José Sellés Mas
José Sellés Mas (Alicante, España, 25 de octubre de 1993), conocido como Pepe Sellés, es un futbolista español. Ocupa la demarcación de lateral izquierdo.

## Trayectoria
Pepe lleva desde pequeño en el Hércules CF pasando por todas las categorías inferiores hasta la temporada 2012-2013 que jugará oficialmente en la primera plantilla. 
Debutó con el primer equipo oficialmente en un partido de Copa del Rey contra el Alcoyano en la temporada 2011-2012. 
En Segunda División su debut fue el 1 de abril de 2012 contra el Córdoba en el Arcángel jugando los 90 minutos. En la temporada 2013-2014 el Hércules lo cede 1 temporada al filial del Granada CF en Segunda B. Una vez terminada la cesión, el futbolista alicantino ficha por el CD Eldense para la temporada 15/16.
Ha sido convocado varias veces por la selección española sub-19.

## Clubes
| Club        | País   | Año         |
| ----------- | ------ | ----------- |
| Hércules B  | España | 2011 - 2012 |
| Hércules CF | España | 2012 - 2013 |
| Granada B   | España | 2013 - 2014 |
| Hércules CF | España | 2014 - 2015 |
| CD Eldense  | España | 2015 - 2016 |
| Novelda CF  | España | 2016 - 2018 |

- Datos: Q5945542